# ردپا

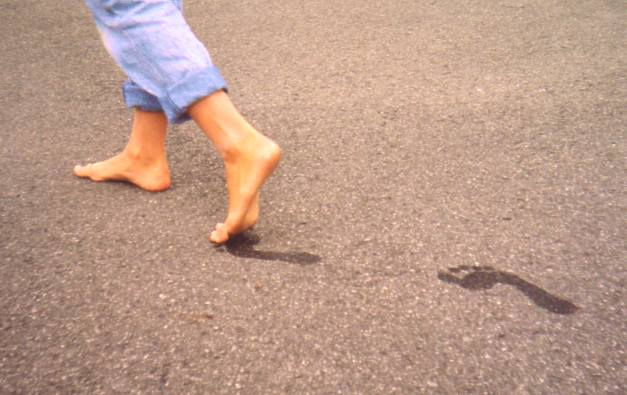
فرد پابرهنه‌ای که ردپای خود را برجای می‌گذارد

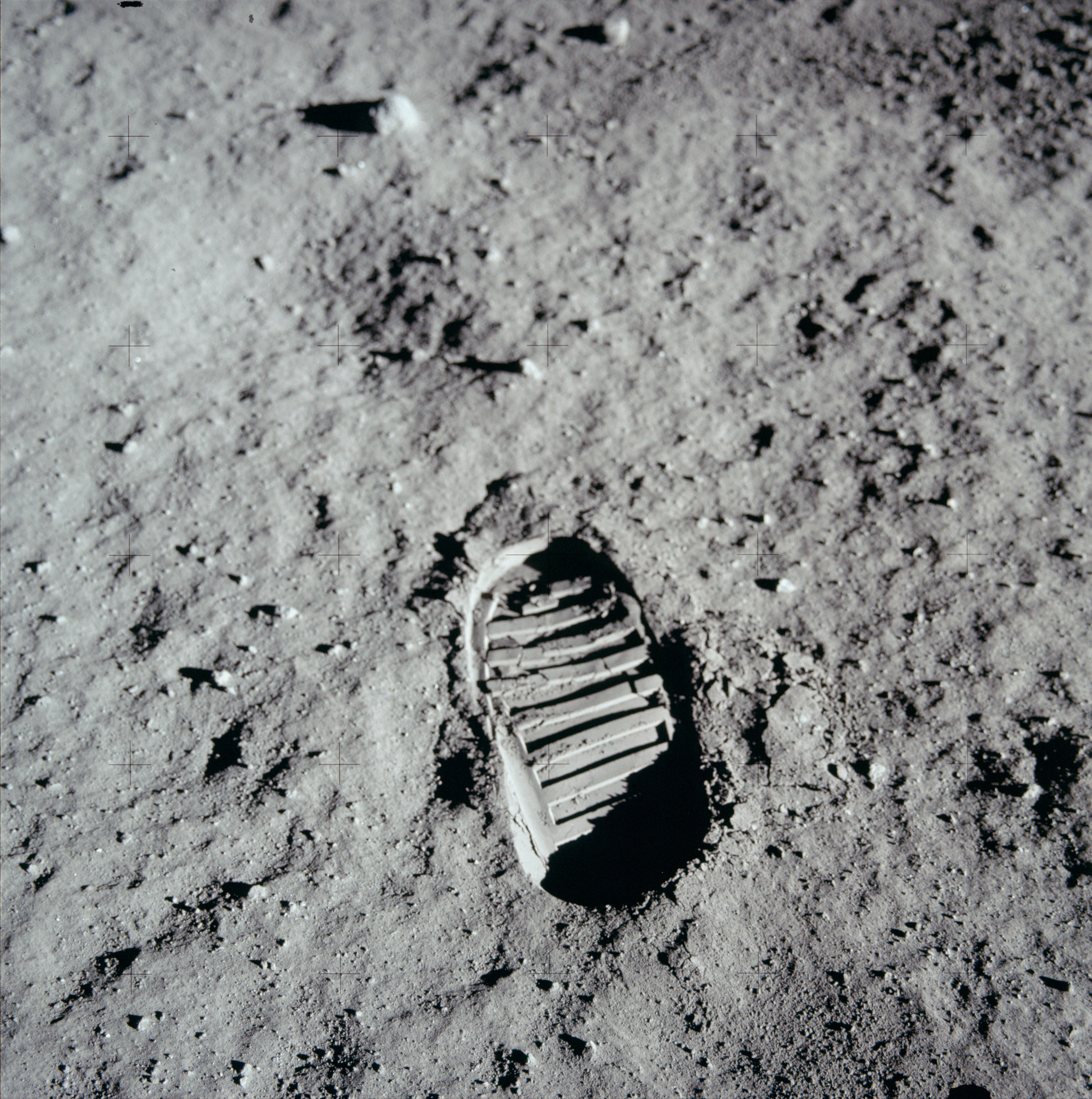
رد پای باز آلدرین در ماه درسال ۱۹۶۹ در مأموریت آپولو ۱۱

ردپاها (به انگلیسی: Footprints) آثار یا تصاویری هستند که از یک فرد در حال راه رفتن یا دویدن باقی می‌ماند. ردسُم و ردپنجه باقی گذاشته حیوانات با سم یا پنجه‌ها به جای پا، در حالی که «ردکفش» اصطلاح خاصی برای رد ایجادشده توسط کفش است. آنها ممکن است فرورفتگی‌هایی در زمین باشند یا چیزی روی سطحی باشند که به پایین پا چسبیده‌است. «مسیر رفت و آمد» مجموعه ای از ردپاها در زمین نرم است که توسط موجود-زنده به جا مانده‌است. ردپای حیوانات ردپا، ردسم یا ردپنجه یک حیوان است.

## ردپا در کار پلیسی

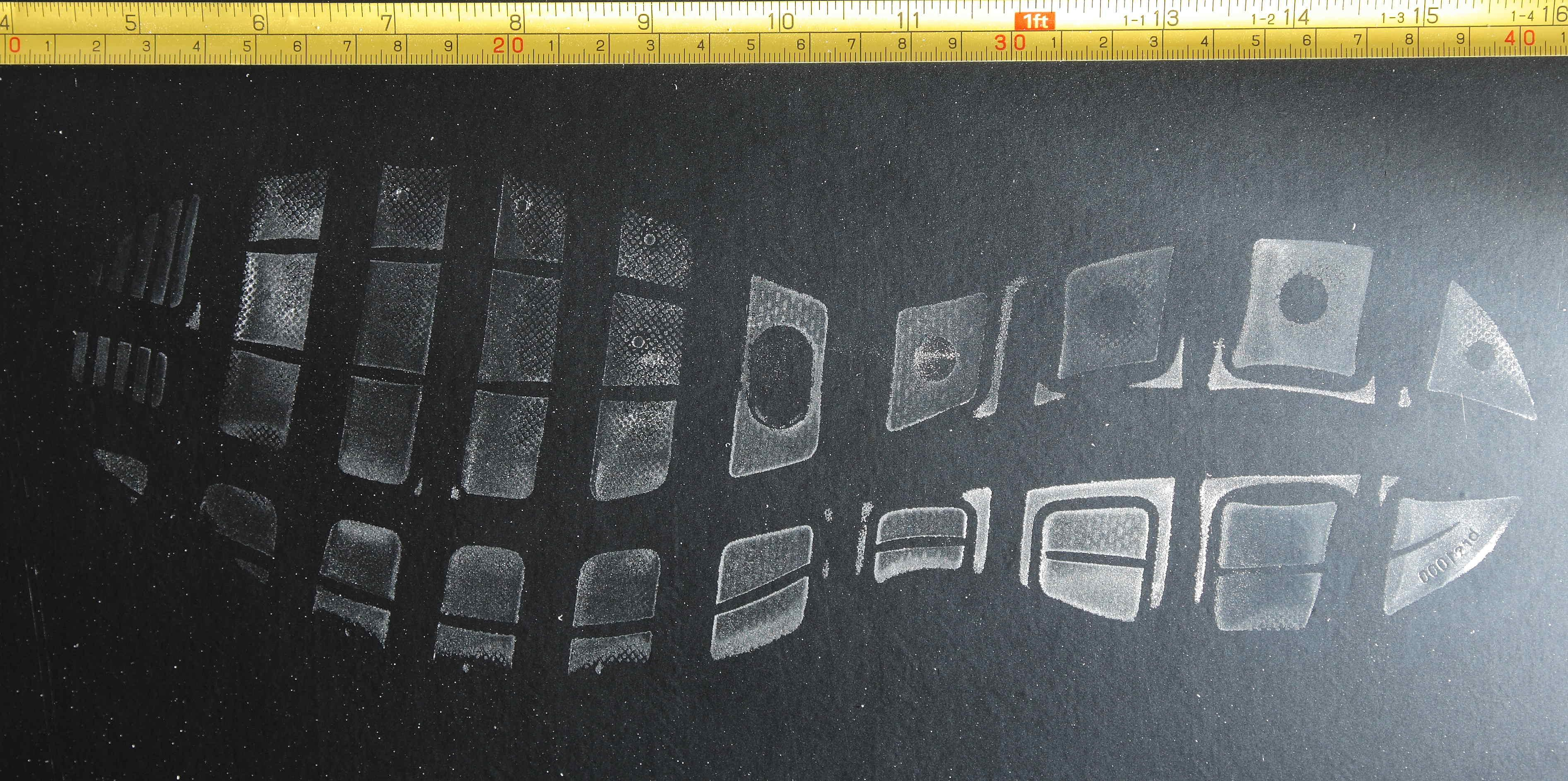
ردکفش باقی مانده در صحنه جرم

ردی که در صحنه جرم باقی می‌ماند می‌تواند شواهدی حیاتی به مرتکب جرم بدهد. کفش‌ها بر اساس طرح زیره و سایشی که دریافت کرده‌اند، ردهای متفاوتی دارند - این می‌تواند به شناسایی افراد مشکوک کمک کند. برای حفظ این یافته می‌توان از ردپاها عکس یا ریخته‌گری تهیه کرد. تحلیل ردپا و ردکفش یکی از بخش‌های تخصصی علم قانونی است.
برخی از کارهای کارآگاهی نسبتاً فوری هستند و مجرمان با ردپایی که در برف از صحنه جرم به خانه یا مخفیگاهشان می‌رود، ردیابی می‌شوند. این موضوع معمولاً به عنوان یک داستان طنز در نشریات خبری گزارش می‌شود.
ردپا همچنین می‌تواند به کارآگاه اجازه دهد که قد تقریبی را از ردپا و رد کفش پیدا کند. پا تقریباً ۱۵ درصد از قد متوسط فرد است. ویژگی‌های فردی ردپاها مانند چین‌های متعدد، ویژگی کف پای صاف، برآمدگی‌های افقی و عمودی، میخچه‌ها، بدشکلی‌ها و غیره می‌تواند در موارد مربوط به شناسایی مجرمانه به علوم قانونی کمک کند. در برخی موارد قانونی، ممکن است نیاز به تخمین وزن بدن از روی اندازه ردپاها نیز وجود داشته باشد.